# 柳大華
柳大華（1950年—），湖北黄陂人，是中國的象棋特级大师，他曾在1980年開始獲得全國個人賽冠軍，拉下了衛冕的棋手胡榮華，並打破南方棋手壟斷全國個人賽冠軍的紀錄，後來又打破胡榮華1對12的紀錄，先於1988年創上1對15，又於1995年創下閉目下棋1對19的车轮战世界紀錄（这一纪录于2011年被蒋川的1对20盲棋车轮战所打破），他的記憶力驚人，有「東方電腦」的美譽。

## 生平
他是湖北黄陂人，1963年获湖北省少年象棋赛冠军，1974年参加全国比赛，1978年获全国季军，1979年获全国亚军。他于1980年和1981年获得全国个人赛冠军，打破胡荣华的统治局面。1984年成为象棋特级大师，1988年成为特级国际大师。
2010年6月12日，他获得句容茅山杯全国象棋冠军邀请赛冠军，成为第二个60岁以上获得全国重大个人比赛冠军的棋手。
2023年10月17日，柳大华实名举报国家体育总局棋牌运动管理中心副主任郭莉萍。“长期以来，她包庇纵容象棋界黑恶势力，公然使用电脑软件以及现代科技手段操纵、包办国内各种大型比赛的胜负与奖金分配。”第二天，官方表示已经获知举报，并向上级报告。

## 成绩

### 冠军
柳大华获得冠军的比赛包括：
- 1981年五羊杯
- 1983年五羊杯
- 1984年避暑山庄杯
- 1985年百岁杯
- 1988年七星杯国际邀请赛
- 1991年银荔杯全国冠军赛
- 1993年银荔杯全国冠军赛
- 亚洲杯象棋赛团体冠军（第一、二、五、八、九届）
- 2010年句容茅山杯

## 外部連結
- 柳大華的新聞
- 柳大華擂台英雄信奉波浪式前進 （页面存档备份，存于）
- 大師風采——柳大華 （页面存档备份，存于）
- 柳大華布局講座－象棋-中炮盤頭馬對屏風馬  （页面存档备份，存于）